# Eduardo Duarte Ferreira
Eduardo Duarte Ferreira ComMAI (Tramagal, 10 de fevereiro de 1856 — 21 de abril 1948) foi um empresário metalúrgico português, conhecido pela fundação da Metalúrgica Duarte Ferreira, bem como do primeira charrua metálica com bico e rasto substituíveis. 
Apesar das suas origens humildes, Duarte Ferreira criou um verdadeiro Império, de nível internacional, do fabrico de máquinas agrícolas, numa primeira fase, de lagares de azeite, de peças para automóveis e de carros militares, e transformou o nome TRAMAGAL e a marca borboleta em sinónimo de excelência, contrariando por completo a origem tradicional do investimento industrial português do final do século XIX e inícios do século XX: famílias abastadas ou indivíduos estrangeiros.  

## Vida
Eduardo Duarte Ferreira nasceu em Tramagal, a 10 de fevereiro de 1856, o segundo dos cinco filhos de Joaquim Duarte e Florinda Ferreira. Teve como padrinho André Ferreira, irmão da mãe, e como madrinha os pais escolheram a Senhora da Oliveira, orago da vila de Tramagal.  
Começa a sua vida escolar aos 5 anos, como era habito, mas interrompe-a aos oito, quando começa a ajudar o Pai, carregando mercadorias para a barca do Tejo, bem como em serviços agrícolas.  
A sua família era tão pobre que não tinha posses para fazer o exame da então quarta classe, o que era agravado pelo financiamento da educação do filho mais velho, que tinha sido mandado estudar farmácia pelo pai. 

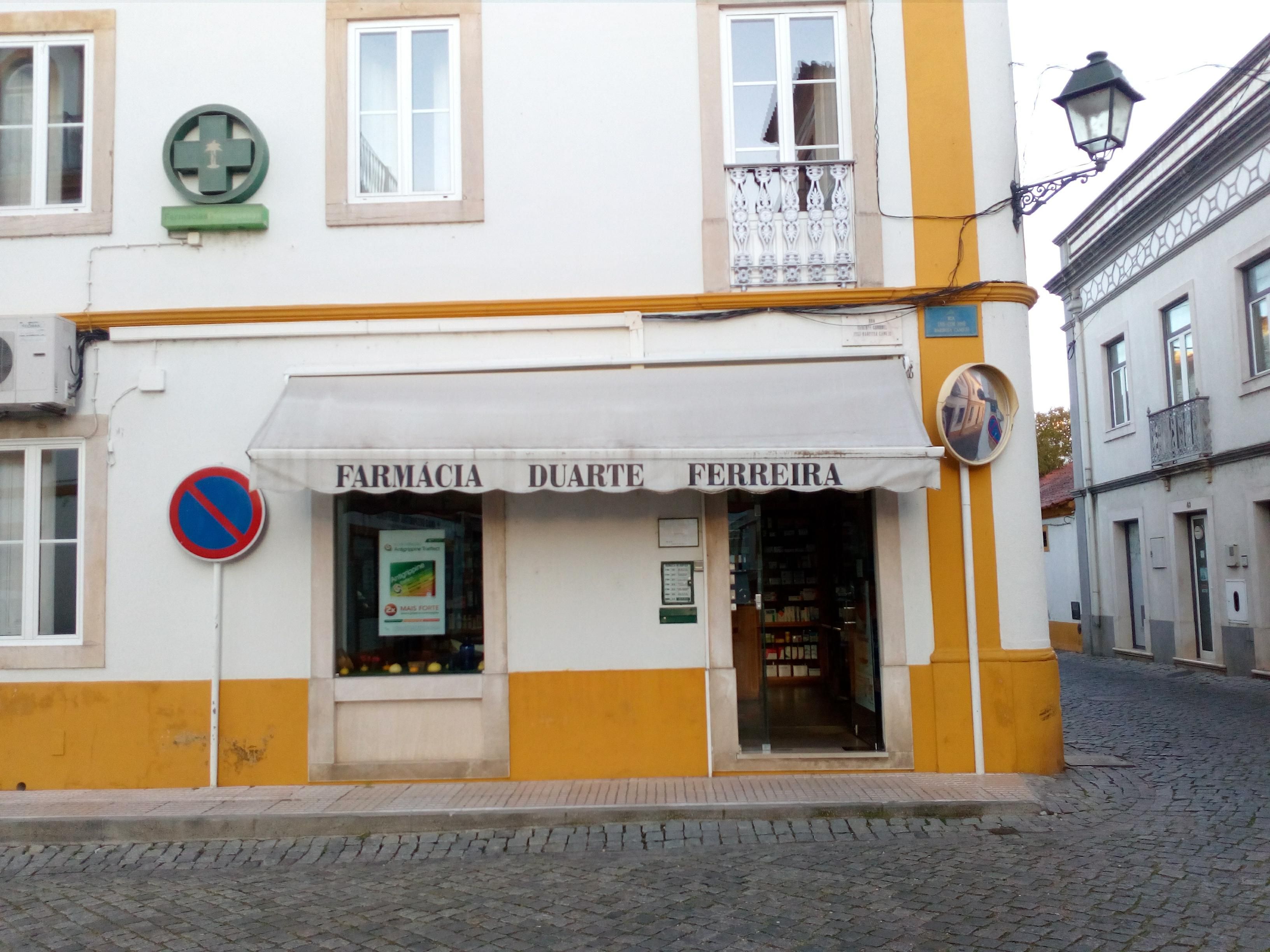
Farmácia do irmão de Eduardo Duarte Ferreira actualmente

Era um rapaz muito tímido, contudo muito observador. O jovem Duarte Ferreira entretinha-se a ver os homens a consertar as cordas usadas nas noras para prender os alcatruzes e, por volta dos 10 anos imitava-os ele próprio e ajudava-os no conserto das dessas cordas.  
O seu irmão, entretanto formado, começara a trabalhar em sociedade numa farmácia no Rossio ao Sul do Tejo (Rossio de Abrantes). Desse modo, pode ajudar a família e pôr fim à ânsia que o (agora adolescente) Eduardo Duarte Ferreira sentia por não saber qual a sua vocação. Depois de pôr de parte alguns ofícios, aos seus 19 anos, o seu pai tem a ideia de o colocar como aprendiz na Forja de Manuel Mineiro no Rossio ao Sul do Tejo, trabalhando três anos sem vencimento. 
Das primeiras duas semanas que lá trabalhou, guardou especialmente na memória uma charrua que vira em ferro fundido. Ao chegar à terra disse ao seu pai "Não me hei de estabelecer sem montar uma fundição". Eduardo desejava, então, trabalhar numa fundição em Lisboa, sonho que não se cumpriu, mas conseguiu entrar numa fábrica no Porto (a Antiga Fundição do Ouro), por recomendação de um primo (Padre Mota), e é aí que pela primeira vez vê fundir e moldar ferro. 
Foi numa conversa com o encarregado da fábrica que teve a ideia de fazer um empréstimo para começar a sua própria fundição no Tramagal. 
É em 1874 que Duarte Ferreira estabelece a A Forja, uma pequena oficina que montou no Tramagal com o apoio do pai, que o ajudou a obter um empréstimo. Foi neste ano que disse a famosa frase "Eu, menos que ferreiro, se tiver saúde, não deixo de ser. Se puder ser mais alguma coisa, porque não tentar consegui-lo?”
Por tentativa e erro, Eduardo vai conseguindo aperfeiçoar as poucas técnicas que tinha aprendido no Porto. De olhos inflamados do calor da fundição e corpo cansado ao ponto de desfalecer ou dormir domingos inteiros sem acordar sequer para comer. 
A princípio, a pequena oficina de Duarte Ferreira tinha pouca clientela, de maneira que o jovem ferreiro começa a fabricar alfaias agrícolas, como enxadas e enxadões, que vendia à saída da missa da vizinha aldeia de Santa Margarida da Coutada. 
Um operário seu companheiro de jornada contava uma história, que ajudava a fazer uma caracterização do patrão: «Regressavam da venda. Eduardo caminhava adiante, apressadamente, a passos largos, e o companheiro, extenuado, vendo-se na impossibilidade de o acompanhar comenta "Porque vai tão depressa, mestre? A venda está feita, podemos ir com o nosso vagar!". Resposta pronta: "Tenho que andar sempre depressa, homem! A minha estrada é muito comprida!"».
Em 1882, já com uma oficina merecedora de maior respeito, é desafiado a entrar numa aposta: "Se conseguires fundir ferro, ganhas um carneiro! Queres apostar, Eduardo?". Eduardo aceitou, e, nestas condições, conseguiu fundir 100 kg de ferro, e tem, talvez, o melhor jantar que comera em algum tempo: o carneiro que lhe prometera o conterrâneo, em tom de gozo. Cria, também, a primeira charrua metálica com bico e rasto substituíveis.  

Numa tarde de Primavera de 1884 casa-se com Rosa Carneiro, que já conhecia desde a sua infância. A sua dedicação ao trabalho era tanta que, mesmo no dia do seu casamento trabalhou durante toda a manhã, parando apenas às duas da tarde para celebrar a Boda. 

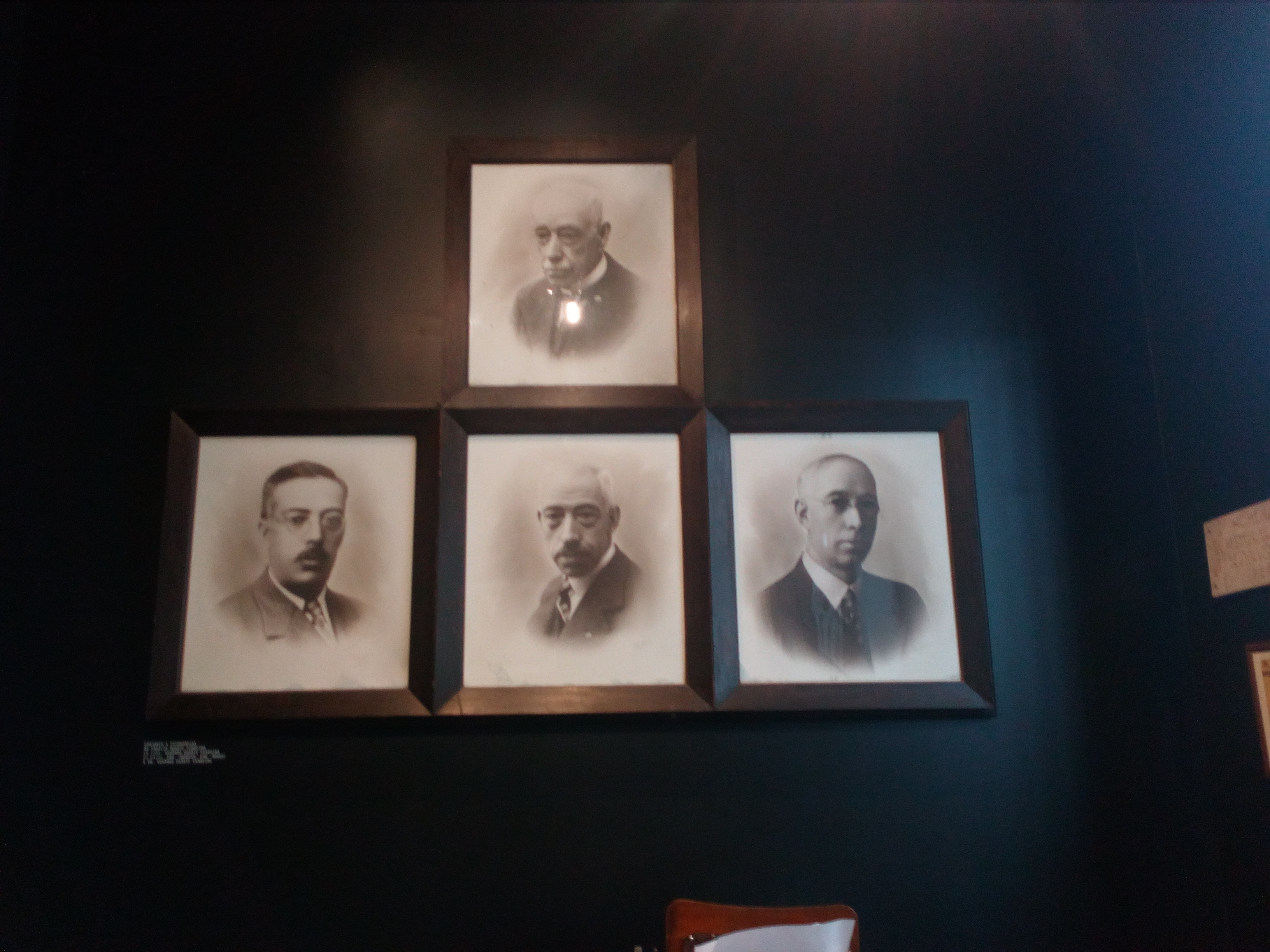
Comendador Eduardo D.F. (topo), Eng. Joaquim D. F. (esquerda), Eng. Manuel D.F. (centro) e Eng. Eduardo D.F (direita)

Não obstante a sua dedicação à sua oficina, a sua esposa sempre o apoiou durante a formação do Império MDF, mesmo durante as inúmeras vezes que o negócio se aproximou da falência. E foi numa dessas vezes que Rosa salvou a Metalúrgica, dando 300 mil réis que tinha guardados em casa a Eduardo, que, em vez de agradecer, a repreendeu porque, nas suas próprias palavras, "O dinheiro não é para estar parado!". 
O casal tem 3 filhos: Joaquim, Manuel e Eduardo Duarte Ferreira, que, ao contrário do pai, se formaram, Joaquim e Manuel em Engenharia Mecânica, no Instituto Superior Técnico, fazendo estágios na Alemanha e na Inglaterra, e Eduardo em Comércio e Ciências Económicas, numa universidade nos Estados Unidos. 
Rosa viria a morrer, subitamente, numa tarde de 1911, deixando um grande desgosto no marido. Estavam, então, a construir uma casa no centro da aldeia, que não estava ainda construída totalmente à data da morte de Rosa. A partir dessa tarde nem uma parede mais foi rebocada ou pintada e, como estava, assim ficou a casa dos Duarte Ferreira. O viúvo Eduardo Duarte Ferreira dedica-se novamente ao trabalho, e partilha as suas mágoas apenas com a sua Governanta e a sua irmã Maria, que não casou e escolheu viver com ele.  
Em meados dos anos '20, os filhos regressam à aldeia, de canudo na mão, e Eduardo passa, aos poucos, o controlo das fábricas para eles, sempre sem abdicar de alguns direitos: exercia um grau de controlo substancial sobre a fábrica, era ele que abria, também, sempre o correio, e mantinha, assim, o pulso no negócio, como ele próprio dizia. A pé percorria toda a fábrica, acompanhado de um encarregado, indicando o que estava certo ou o que havia a corrigir. 
Eduardo fica conhecido pela sua imagem de marca: um chapéu de chuva negro, do qual não se separava. No Verão servia-lhe de guarda-sol e no Inverno protege-o da chuva, e, à medida que a idade vai pesando, serve-lhe também de bengala. 
Em 1927, Duarte Ferreira é condecorado pelo estado português, na pessoa do Presidente da República, Marechal Óscar Carmona, com a Comenda da Ordem Civil do Mérito Agrícola e Industrial, pelo trabalho feito naquela que era, então, das maiores unidades de produção do país. 
Duarte Ferreira preocupa-se sempre com o bem-estar do seu corpo operário. Cria a SAT (Sociedade Artística Tramagalense), constrói o Campo de Jogos do TSU, compra os instrumentos da Banda musical e as roupas do Rancho Folclórico, além de ter criado o primeiro sistema de previdência do país. 
Dedica-se, nos seus últimos anos de vida, à agricultura, fundando, nos idos dos anos '40, a Casa Agrícola Eduardo Duarte Ferreira e Filhos. Vai comprando terrenos e desenvolve nas margens do Tejo um intrincado sistema de hidráulicas, que nunca chega a trabalhar na sua máxima potência.   
Eduardo Duarte Ferreira era um "velho magro, desempenado, risonho e de poucas falas; modesto no vestir, modesto nos hábitos, nas expansões a respeito da obra realizada"  e a quem era possível encontrar ao fim do dia na farmácia, quando voltava da fábrica da MDF, conversando com os amigos sobre os assuntos do momento. Eduardo era um homem sempre interessado no que se passava no Mundo, apesar dos poucos estudos. 
Na sequência de uma gripe, Eduardo fica acamado, mas todas as tardes recebia a visita do seu amigo farmacêutico, que o informava sobre as notícias, e a quem perguntou sobre os resultados das primeiras eleições democráticas na Itália, já no seu leito de morte. 
Em 1948, com 92 anos de idade, morre, na cama, na mesma casa inacabada onde morreu a esposa, deixando uma empresa próspera que emprega oitocentos trabalhadores.  

## A MDF

### Da fundação à Revolução de 1974
Aos 26 anos, Duarte Ferreira montou a sua primeira oficina à qual chamou A Forja.

No ano de 1882, Duarte Ferreira fabrica uma charrua metálica, com algumas modificações: rasto e bico substituíveis. 

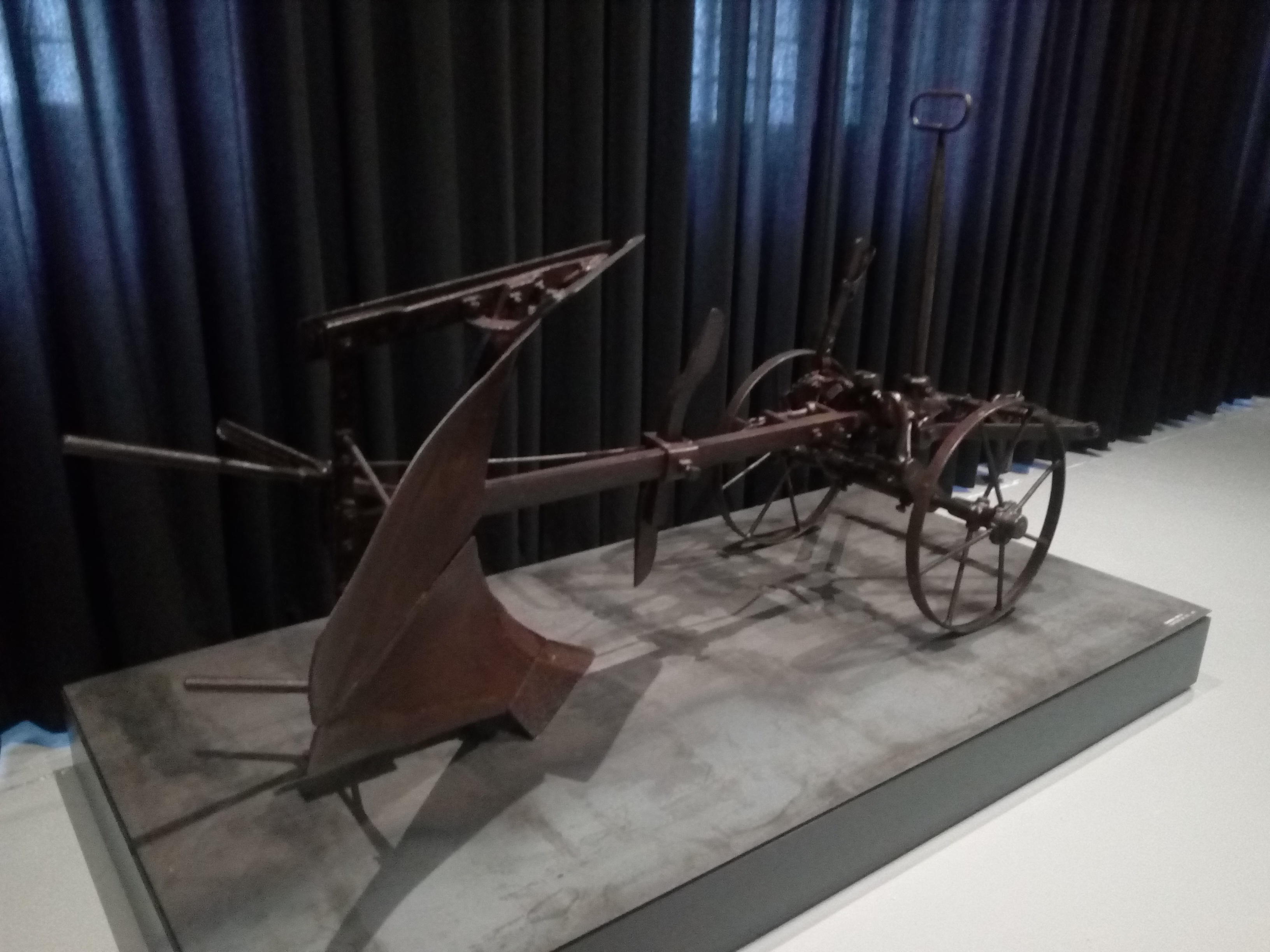
Charrua Metálica produzida na MDF (bico e rasto substituíveis)

O negócio prosperou, e, em 1920, muda-se para instalações maiores e mais amplas, junto da Linha da Beira Baixa, onde passou a designar-se por Grande Fábrica de Metalúrgica, empregando 250 operários. 

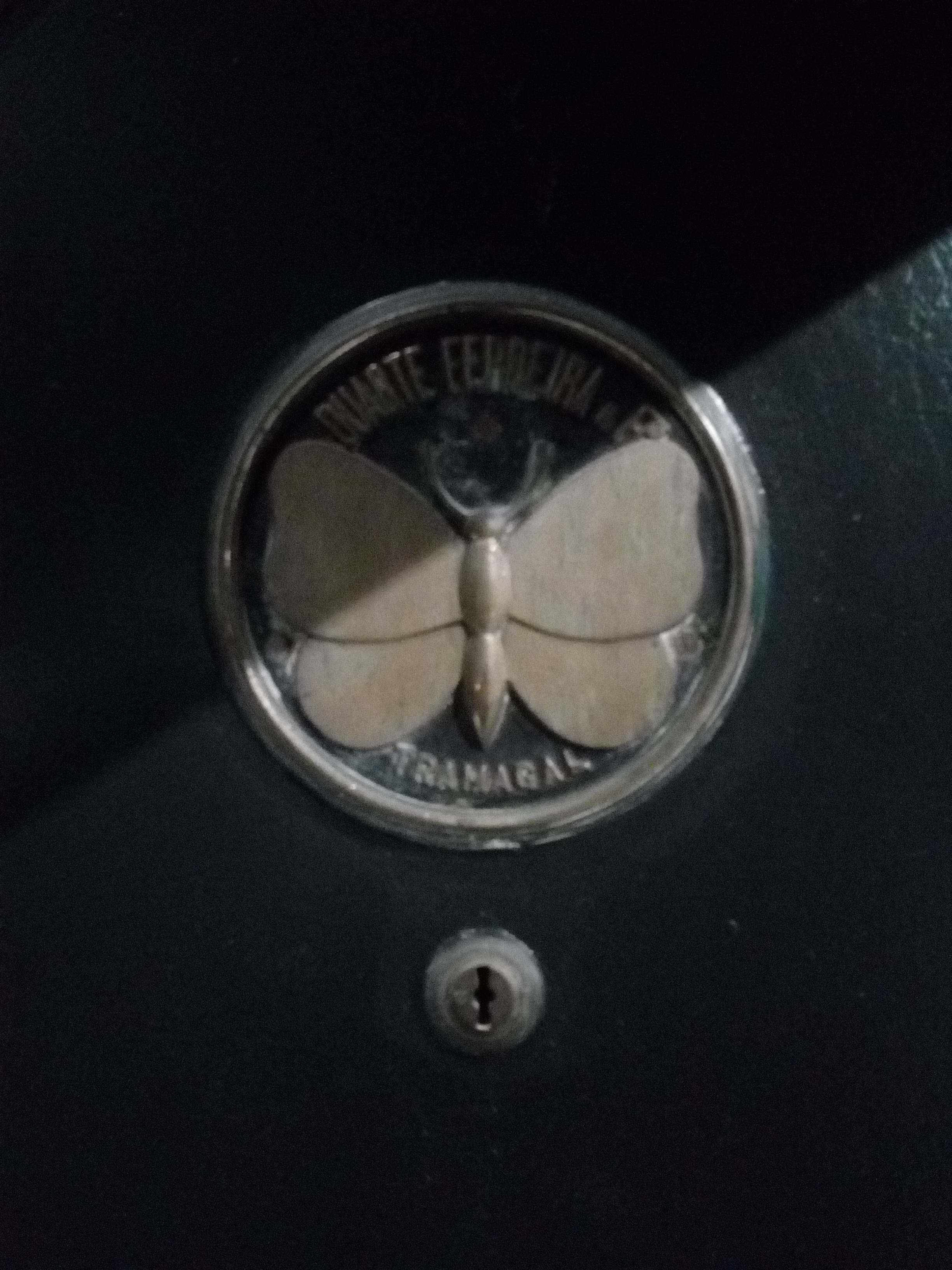
Borboleta da MDF, na porta de um cofre nos antigos escritórios MDF (agora Museu MDF)

Em 1923, a empresa tornou-se numa sociedade por cotas, passando a designar-se por Duarte Ferreira & Filhos, passando a adoptar como seu símbolo comercial e de marca uma borboleta, além de, nesse mesmo ano, a empresa ter inaugurado a primeira unidade de aço vazado por processo eléctrico em Portugal. 
Em 1924, a MDF cria um lagar modelo, que estabelece um laboratório experimental no ramo oleícola. 
Em 1927, é integrado na empresa um laboratório químico e metalúrgico para investigação e ensaio de materiais. Neste mesmo ano, Duarte Ferreira cria o primeiro sistema de previdência do país para os seus trabalhadores.  
O fabrico de enfardadeiras e de debulhadoras mecânicas, numa primeira fase (1933-1934), e de caixas de lubrificação para eixos de locomotivas e gasogénios para automóveis, numa segunda fase, são as grandes áreas produtivas da empresa que, em 1947, se transforma numa sociedade anónima com o nome de Metalúrgica Duarte Ferreira, SARL.  

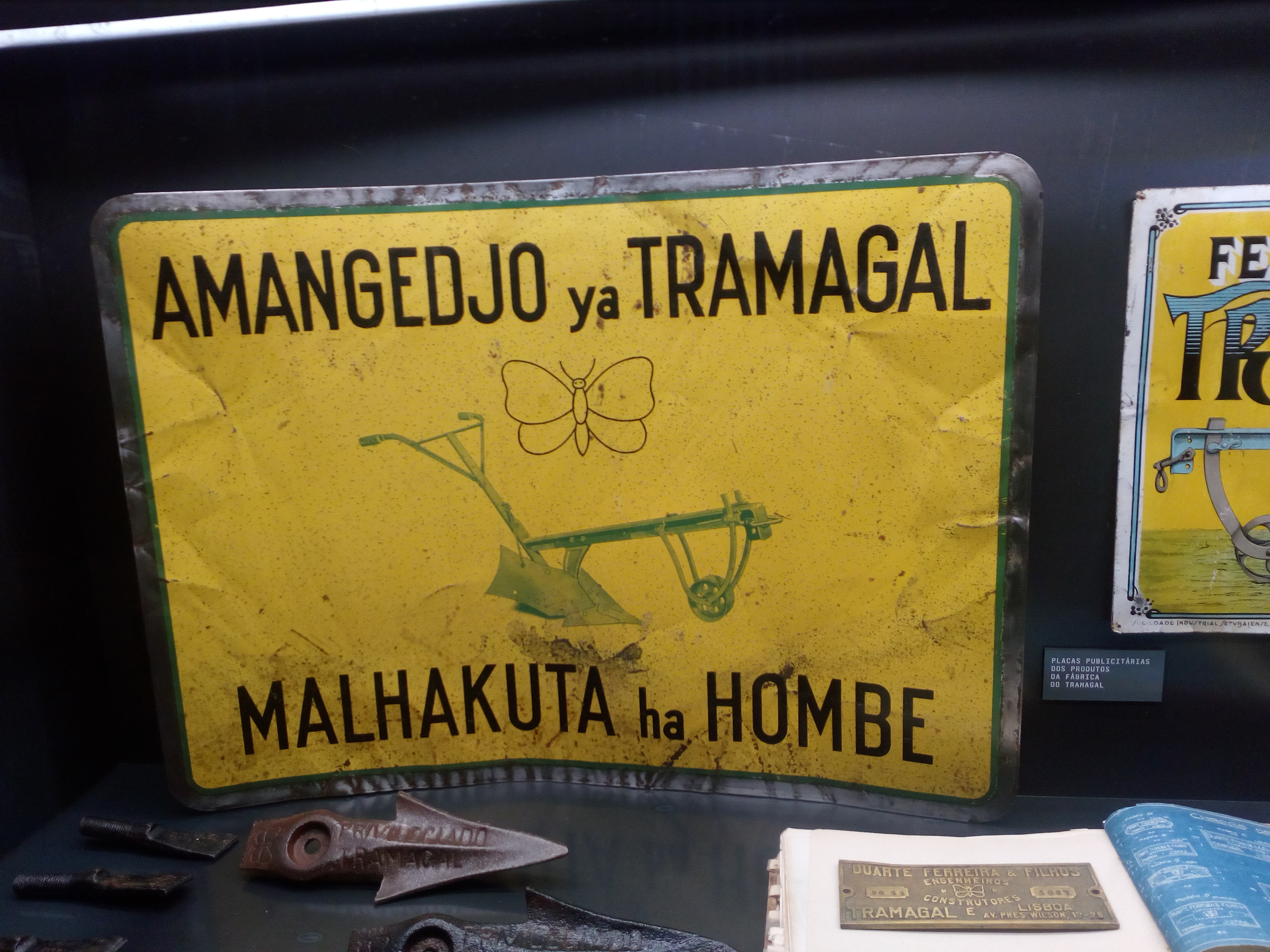
Placa de Publicidade da MDF em Angola (em exposição no Museu MDF)

Em 1948, como consequência de um empréstimo da Caixa Geral de Depósitos, a falida Fábrica de Esmaltagem Águia, no Porto, vocacionada para o fabrico de loiça esmaltada, passa a ser parte do império Duarte Ferreira, fazendo desta unidade fabril sua filial denominada de "Divisão de Fabrico de Artigos Domésticos", cuja actividade ainda laborou até 1985.  

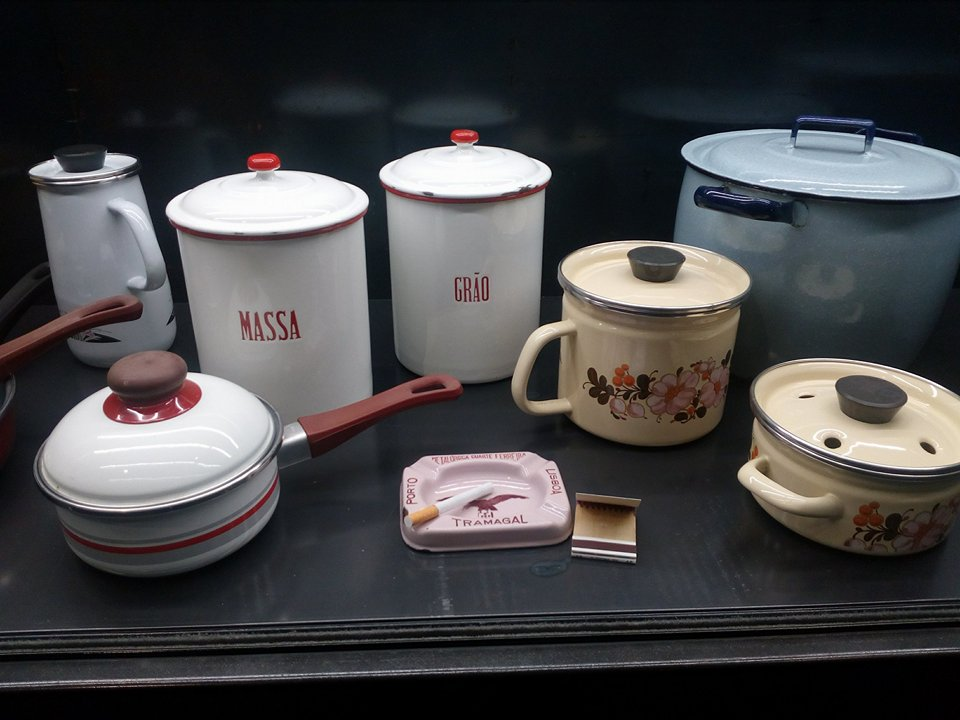
Loiça produzida na Fábrica de Esmaltagem Águia, no Porto.

Nesse mesmo ano – 1948 – com 92 anos de idade, morre o fundador, deixando uma empresa próspera que emprega oitocentos trabalhadores.  
Em 10 de Fevereiro de 1964 procede-se à inauguração das linhas de montagem dos veículos militares Berliet, fornecidos ao exército português, durante os anos da Guerra Colonial. Num espaço de dez anos, entre 1964 e 1974, a linha de montagem do Tramagal entregou um total de 3.549 veículos tácticos pesados Berliet-Tramagal às Forças Armadas portuguesas, repartidos por três modelos: 1.670 camiões GBC da versão 4x4 e outros 972 da versão 6x6 e 907 exemplares GBA 6x6. 

### O pós-25 de Abril

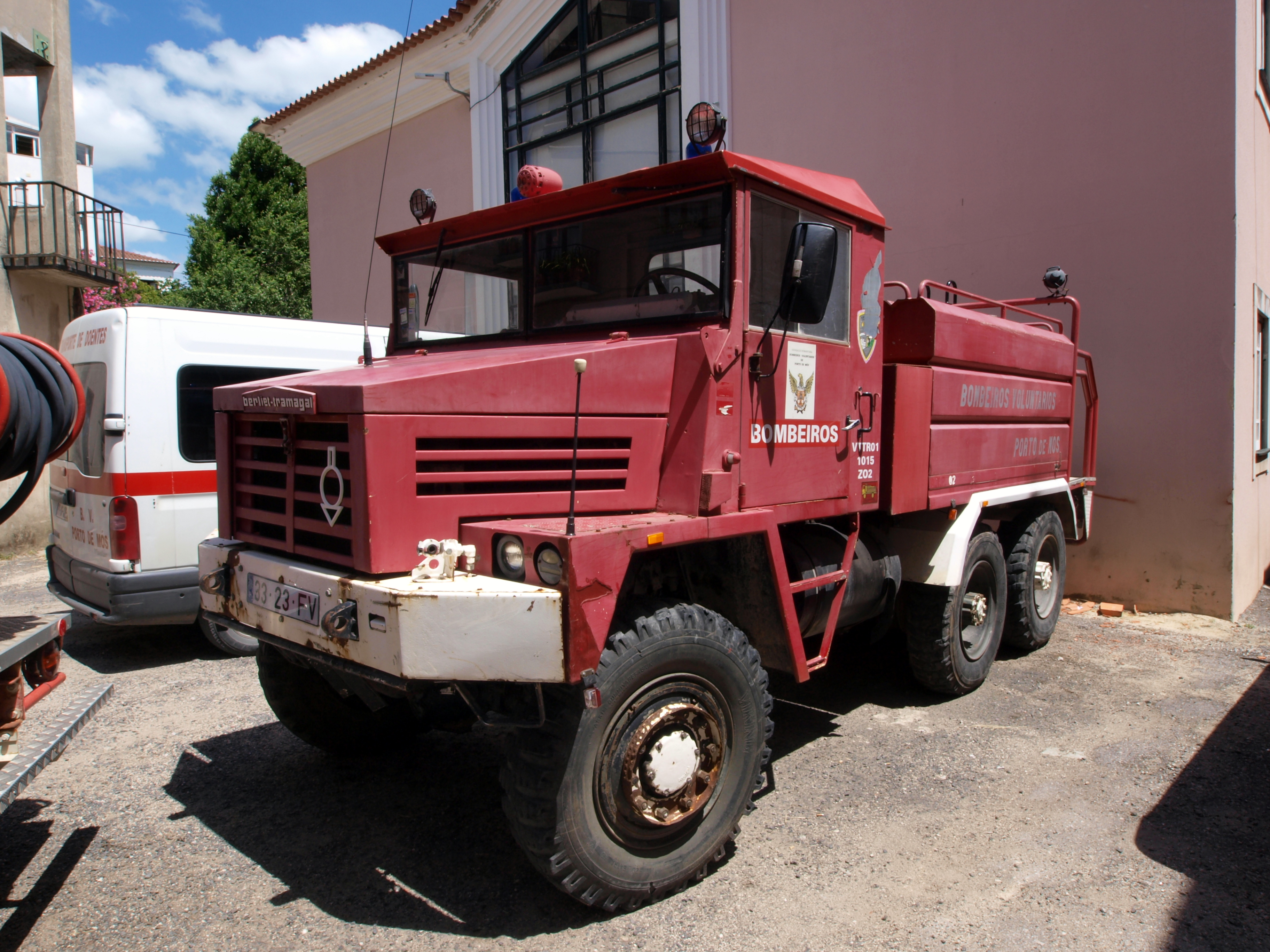
Berliet - Tramagal reconvertida em Carrinha dos Bombeiros

Logo após a Revolução de 25 de Abril de 1974, e até ao ano de 1979, a Metalurgia Duarte Ferreira é intervencionada pelas autoridades governamentais portuguesas. Esta gestão administrativa, agravada pelo fim da Guerra Colonial (a principal fonte de receita da MDF era a produção dos modelos militares Berliet - Tramagal, sobretudo usados nesse conflito militar) acabaria por conduzir a empresa a uma situação muito difícil e o espectro da falência e do desemprego começa a tornar-se uma ameaça para os seus 2300 funcionários, que, então, empregava. Em 1976 são vendidas 134 viaturas a Angola e, três anos depois, outras 120. 
No princípio da década de 1980, procuram-se várias soluções que evitem o seu encerramento. Logo em 1980, surge a japonesa Mitsubishi passa a usar a linha de montagem do Tramagal para montar no país camiões comerciais. São, depois, montados camiões espanhóis Ebro E60/2 encomendados pelo Exército portuguêsmas também pelo menos 100 veículos Portaro 280. Outra grande aposta é o regresso ao fabrico de camiões militares através do camião Tramagal TT 13/160 6x6 Turbo de 13 toneladas, apresentado publicamente em 16 de Dezembro de 1981. Um pequeno número de camiões é recebido pelo Exército e bombeiros mas a produção em série nunca arranca.  

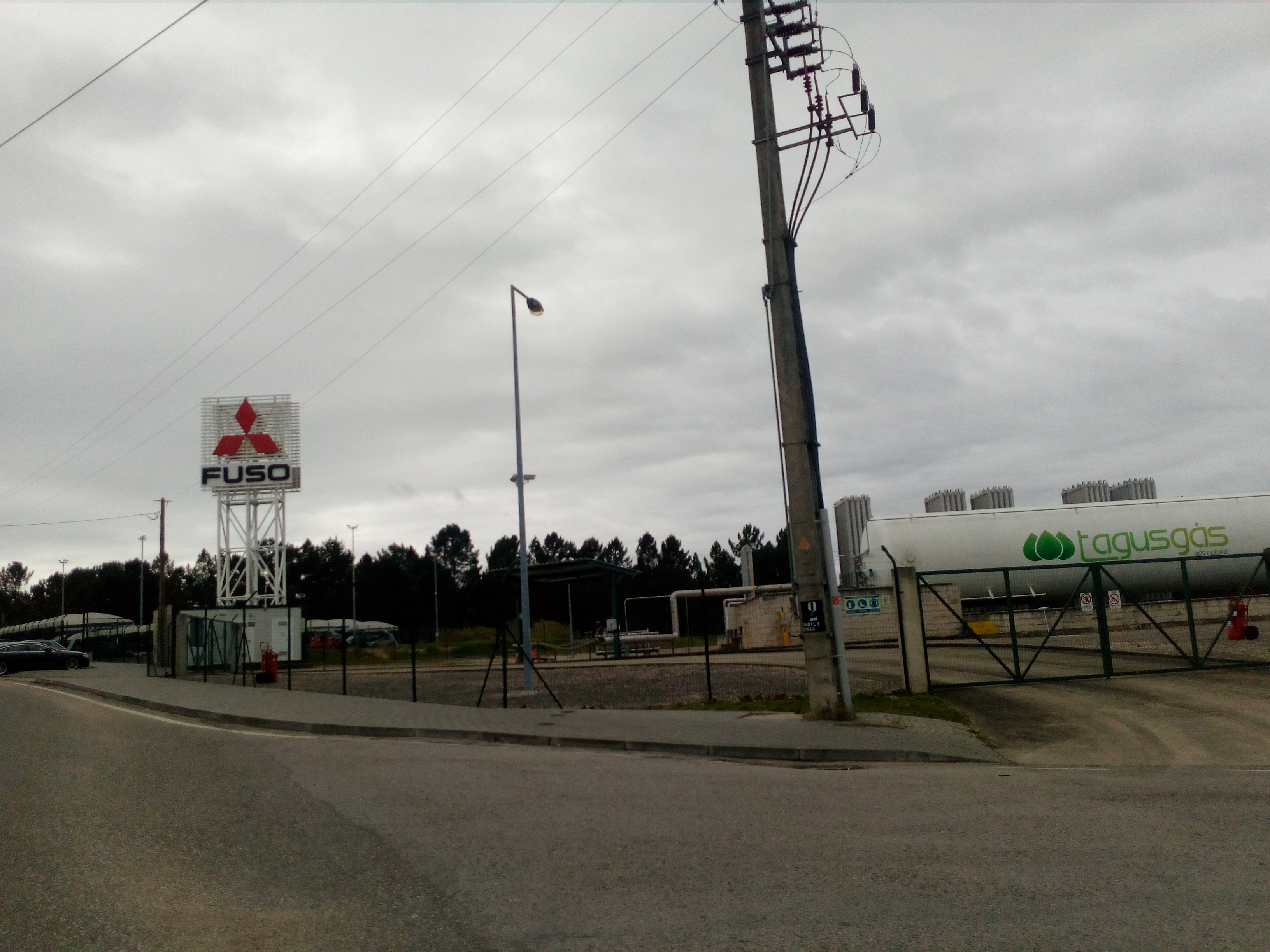
Instalações da Mitsubishi, onde era, antes, a unidade de produção das carrinhas Berliet Tramagal.

No ano de 1984, as greves, manifestações e os salários em atraso são a expressão das dificuldades existentes. Em 1994, os bens da MDF, entretanto penhorados, são vendidos e, no ano seguinte a Metalúrgica Duarte Ferreira é formalmente extinta, e, no ano seguinte, fecha a "Divisão de Fabrico de Artigos Domésticos" no Porto.
Depois do seu fecho, as instalações da antiga MDF dividem-se entre as empresas do Grupo Diorama, Futrifer e Futrimetal, a Satepor e a Mitsubishi Fuso, na parte industrial, bem como a antiga Pousada da Juventude, a Universidade Sénior de Tramagal e o próprio Museu da MDF, inaugurado a 1 de Maio de 2017.

## Os Duarte Ferreira e a MDF e o seu papel em Tramagal
Logo nos inícios da actividade industrial da MDF, o "patrão velho" (como começa a ser chamado a certa altura) percebe que deve prezar pelos seus trabalhadores e pela população do Tramagal. A 1 de Julho de 1901, Eduardo e mais alguns colaboradores fundam a Sociedade Artística Tramagalense (SAT), ainda hoje em funcionamento, e saem à rua, a 1 de Maio, para tocar um hino alusivo a essa data.

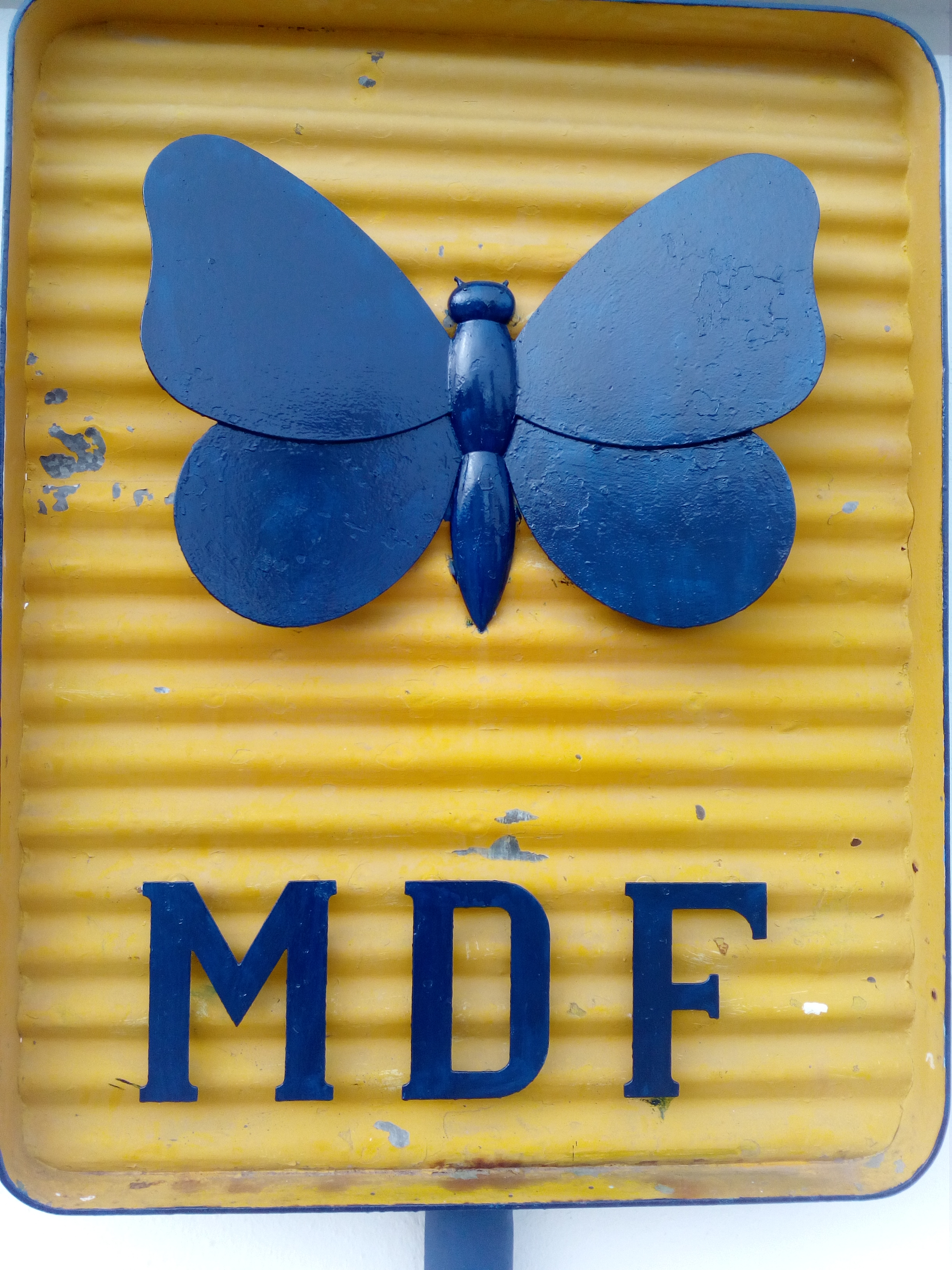
Borboleta MDF perto do Campo de Jogos Comendador Eduardo Duarte Ferreira.

Daí em diante, o 1º de Maio passa a ser feriado na MDF, e dia de festa nessa empresa, em que os operários tinham um dia de convívio, que consistia numa ida ao campo, partilhando lanches e confraternizando. Consta que, com o Estado Novo, era preciso obter autorização superior para realizar esta comemoração, autorização que não foi dada duas vezes apenas. Apesar disso, a administração da empresa ignorou as ordens do Estado e realizou, mesmo assim, a "festa", sem que daí adviesse qualquer punição. 
A MDF apoiou também o desporto na Vila, sendo a principal força motriz do Tramagal Sport União (TSU), o clube desportivo do Tramagal, dando claro apoio ao Clube, que chegou à segunda divisão Nacional com a equipa sénior de futebol entre as épocas de 1966/67 e 1973/74.
Durante o período de funcionamento da fábrica, a população de Tramagal aumentou exponencialmente, de 1510 (censos de 1890) até 5167 habitantes (censos de 1981). Nos censos seguintes (1991), o número de habitantes caiu para 4568, e em 2011, só tinha 3500 habitantes.
Duarte Ferreira sempre prezou pela saúde e bem-estar dos seus subordinados, tanto que cria, em 1927, o primeiro sistema de previdência  do país.
Os Duarte Ferreira continuam a ter um papel importante na vida publica do Tramagal mesmo após a morte do "patrão velho". Além de a dinâmica "patrão-empregados" continuar a mesma na MDF, em 1967, o neto de Eduardo, Octávio Duarte Ferreira, doa terrenos da família para ser construída uma escola Básica e Secundária.
Em 1951, é inaugurado o Campo de Jogos Comendador Eduardo Duarte Ferreira (obra por Keil do Amaral) e, em 2002, é doado ao TSU.
Eduardo Duarte Ferreira fez contribuições muito importantes para a qualidade de vida da população tramagalense. A certa altura, a MDF empregava cerca de 95% da população do Tramagal. Além disso, a família Duarte Ferreira teve grande influência em outras áreas, como: 

### Comércio
A Cooperativa Operária Tramagalense, na década de '60 oferecia grande oferta de produtos, bem como privilégios aos trabalhadores da Metalúrgica, sendo complementada por outros comércios de menor dimensão, como a "Casa Azul", “casas de pasto” e restauração que satisfaziam as necessidades da então aldeia, e serviam de locais de reunião e convívio aos operários nas suas horas de lazer.

### Saúde
O sistema de previdência da empresa, criado em 1927, contava, a partir dos anos '40, com um Posto Médico ao serviço da população, equipado com Raios X, aparelhos de fisioterapia, raios ultravioleta e um pronto-socorro. A Caixa de Previdência tinha ao serviço permanente para os seus beneficiários e familiares, dois médicos de clínica geral e uma enfermeira-parteira, e o seu raio de acção estendia-se, além da Sede em Tramagal, à Filial da MDF em Lisboa e Fábrica de Esmaltagem no Porto. Em 1950, contava com 1350 beneficiários, entre Lisboa, Tramagal e o Porto.
Hoje, Tramagal continua a ter um bom Centro de Saúde, apesar das constantes faltas de médicos de família.

### Habitação

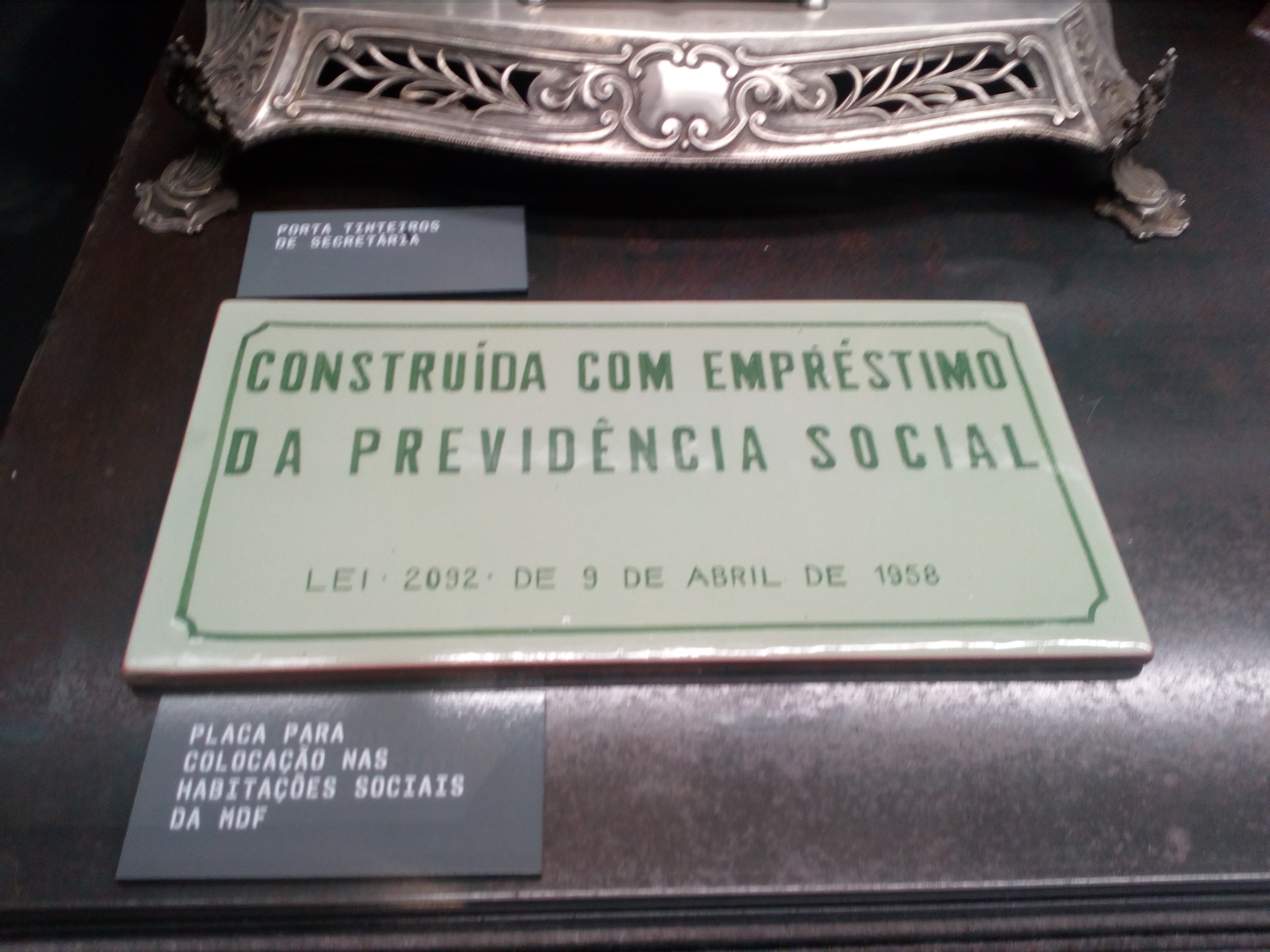
Placa que se usava nas casas construídas com ajuda da Previdência Social MDF

A mesma Caixa de Previdência que permitia que  serviços de saúde chegassem aos funcionários da MDF e aos seus familiares também permite que estes tivessem habitação própria.

### Cultura e Lazer
Além da já referida aposta no TSU, e a criação da SAT, constrói-se também uma pista de atletismo, perto do Campo de Jogos, e um pavilhão gimnodesportivo, perto da Escola. 
A MDF sempre apoiou, também, o associativismo, tendo sido criadas inúmeras associações culturais, como o Teatro Tramagalense, Lda..
Tramagal teve, na década de '60, também uma Biblioteca da Gulbenkian, primeiro móvel, e depois fixa. 

### Educação
Octávio Duarte Ferreira doa alguns terrenos para que fosse construída uma escola Básica e Secundária. A EB 2,3/S Octávio Duarte Ferreira (então, C+S Octávio Duarte Ferreira) é inaugurada em 1967, e contava com moderníssimos recursos educativos, como microscópios, mapas e globos terrestres da mais nova geração, bem como cursos profissionais ligados à área de fabrico da MDF, como o curso de Electrotecnia.
Hoje em dia, esta escola faz parte do Agrupamento nº 2 de Abrantes, encabeçada pela escola Dr. Manuel Fernandes, antigo Liceu Nacional de Abrantes, e considerou-se o fecho da Escola do Tramagal, ou a transformação em escola profissional. Em 2018, a Escola reabriu o ensino secundário, mas apenas na área dos cursos profissionalizantes.  

## Influências no Tramagal Presente
A influência dos Duarte Ferreira na Vila de Tramagal é imensa, sendo visível na toponímia da Vila. Existe, por exemplo, uma rua de nome "Rua Eng. Octávio Duarte Ferreira" em Tramagal, em homenagem a Octávio, neto de Eduardo Duarte Ferreira. Além disso, existem alguns edifícios nomeados em homenagem a vários membros desta família, como a Escola EB2,3/S Octávio Duarte Ferreira ou o Campo de Jogos Eduardo Duarte Ferreira.  
Em 1980, para comemorar os 100 anos da primeira forja do Comendador Duarte Ferreira, foi criado um monumento, por Charters d'Almeida, em sua homenagem, chamado "A Forja", que deu nome à rua onde se situa (Rua do Museu da Forja). 
Em 2017, é fundado um outro museu em homenagem à MDF, nas antigas instalações dos escritórios da Metalúrgica. O investimento foi na ordem do meio milhão de euros, dos quais 90 mil vindos de fundos comunitários, e ocupou o piso térreo dos escritórios da MDF; no piso superior do mesmo edifício está prevista a construção de um espaço cultural e de conferências, e no futuro prevê-se também a criação de um percurso turístico de ar livre que ligará o museu d'A Forja a este empreendimento mais recente. Em 2018, este museu recebeu o prémio de museu do ano, numa cerimónia da Associação Portuguesa dos Museus presidida pelo presidente da república Marcelo Rebelo de Sousa. 

O Miradouro da Penha, por Keil do Amaral, é outra obra que homenageia Duarte Ferreira, tendo um busto seu, que pode ser visto por quem entra na Vila pelo lado nascente. Por baixo do busto, a célebre frase do "patrão velho", "Eu, menos que ferreiro, se tiver saúde, não deixo de ser. Se puder ser mais alguma coisa, porque não tentar consegui-lo?”. 

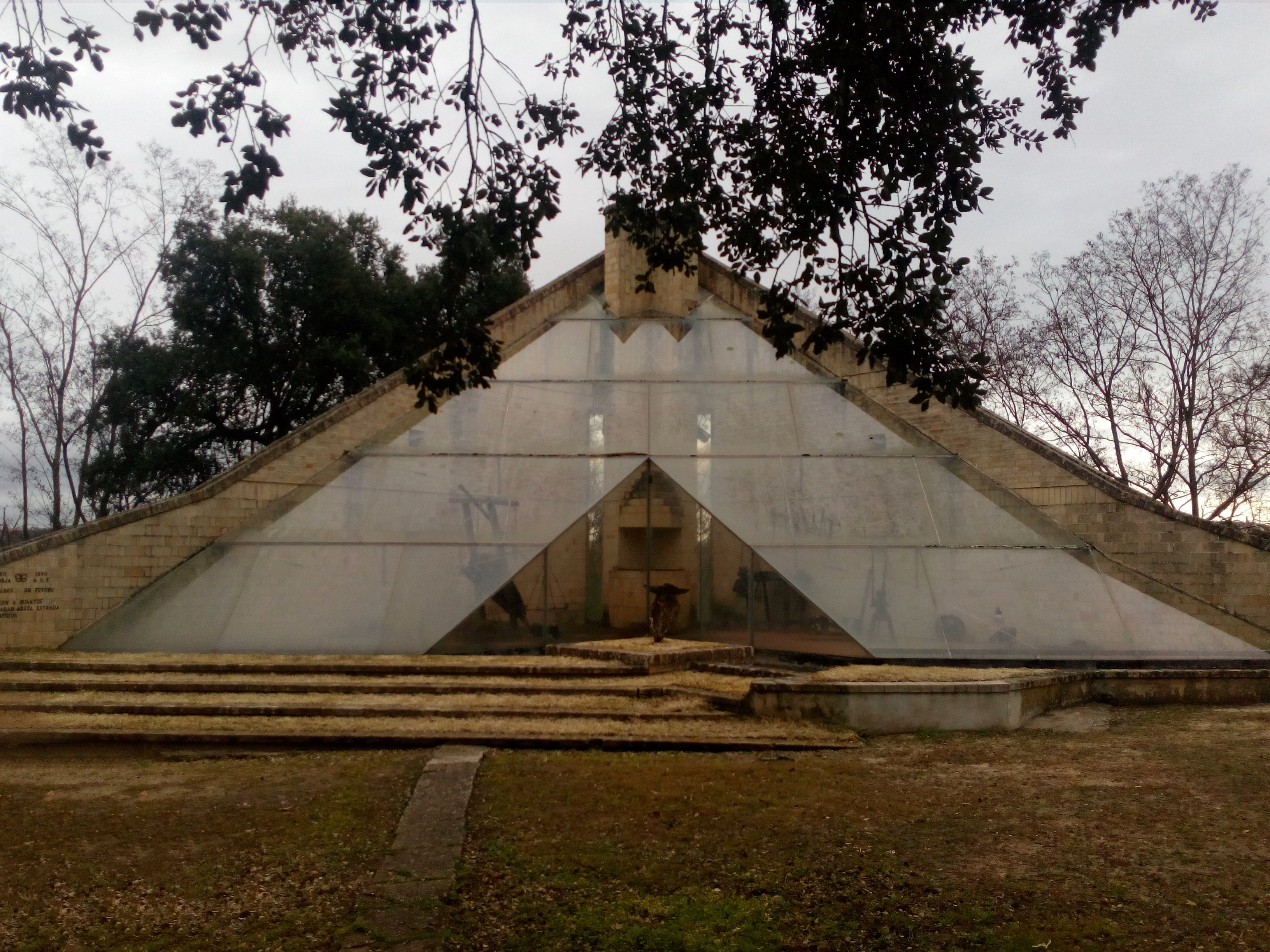
Museu "A Forja"
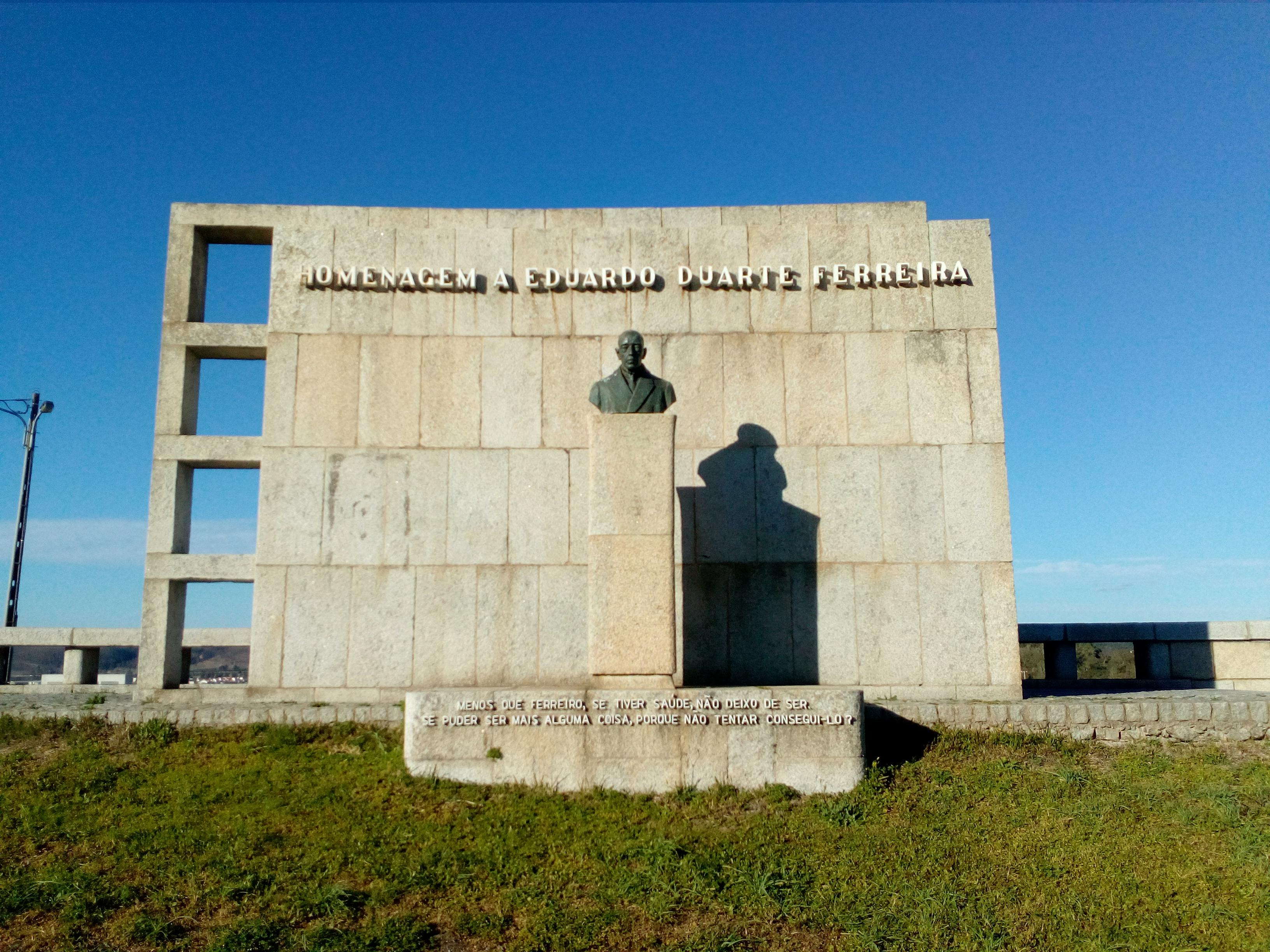
Miradouro da Penha
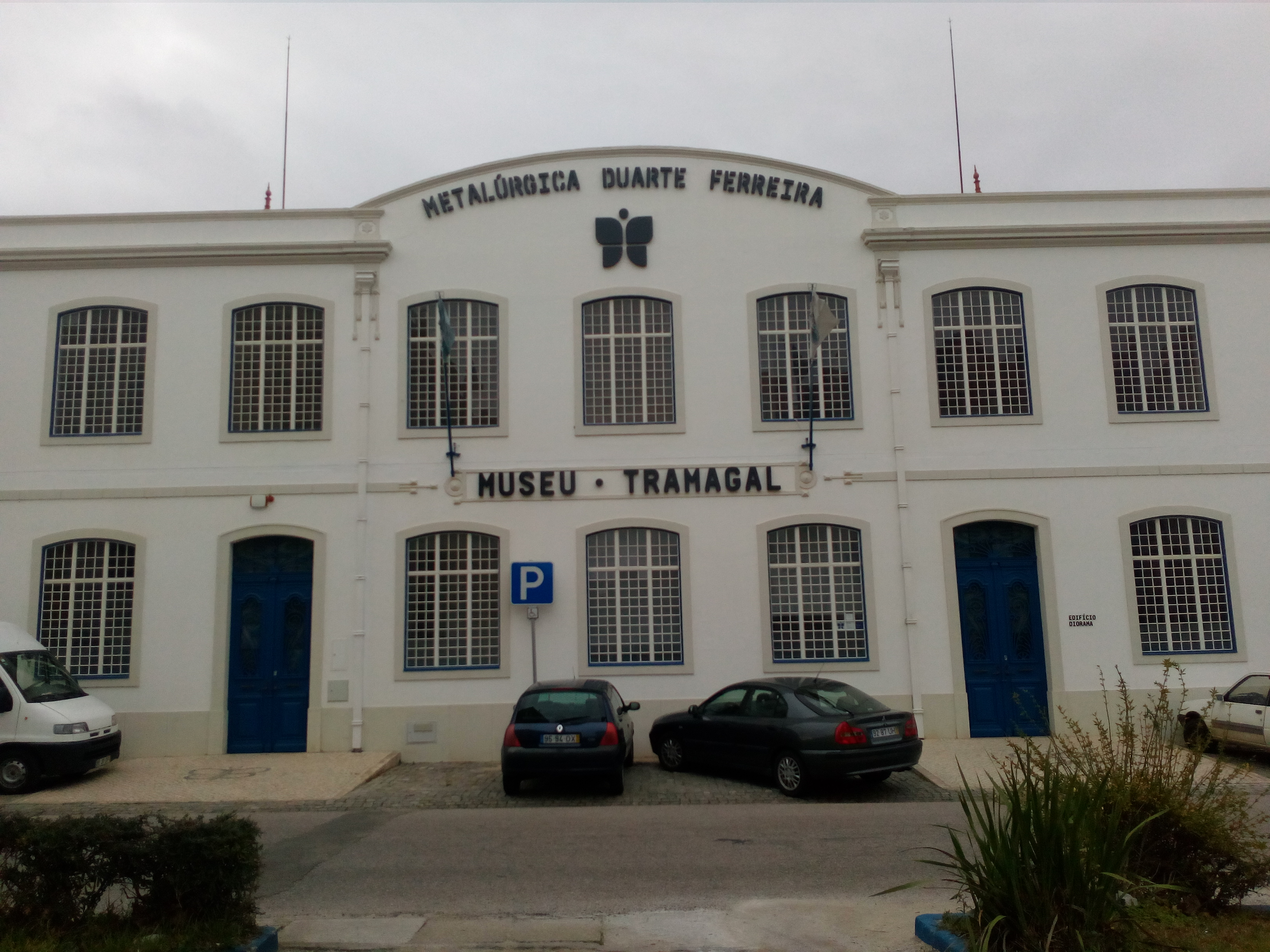
Museu da MDF
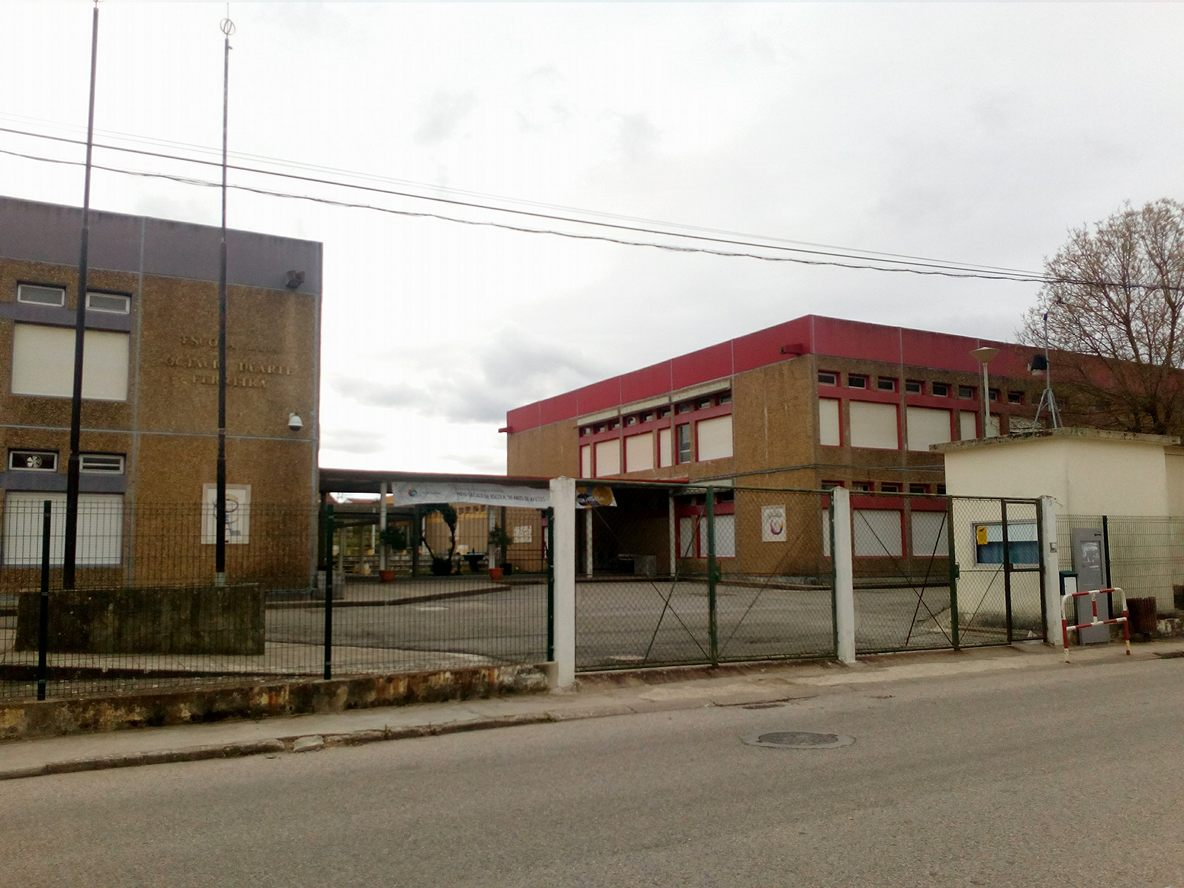
Escola Octávio Duarte Ferreira
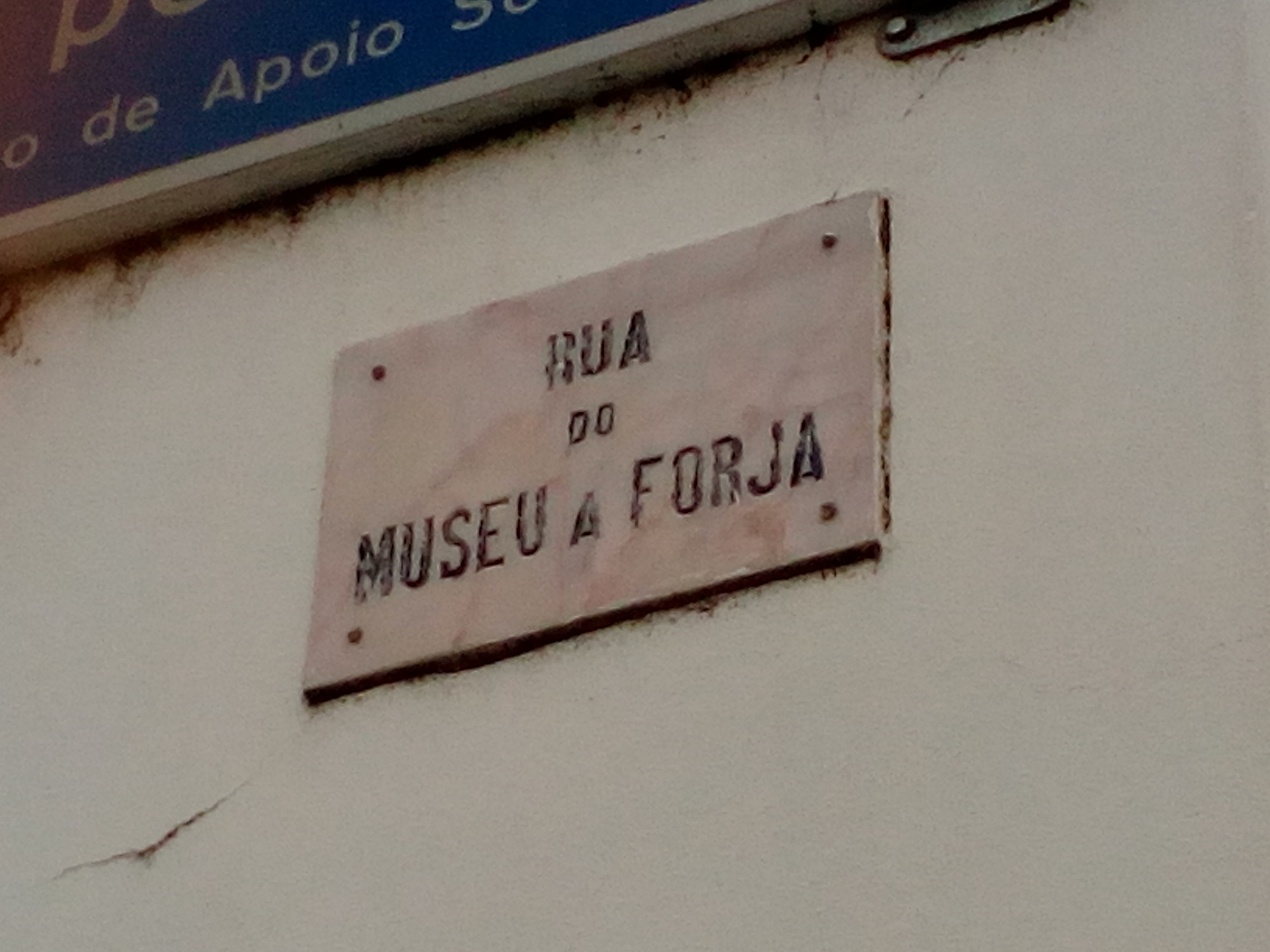
Rua do Museu da Forja - placa toponímica em Tramagal
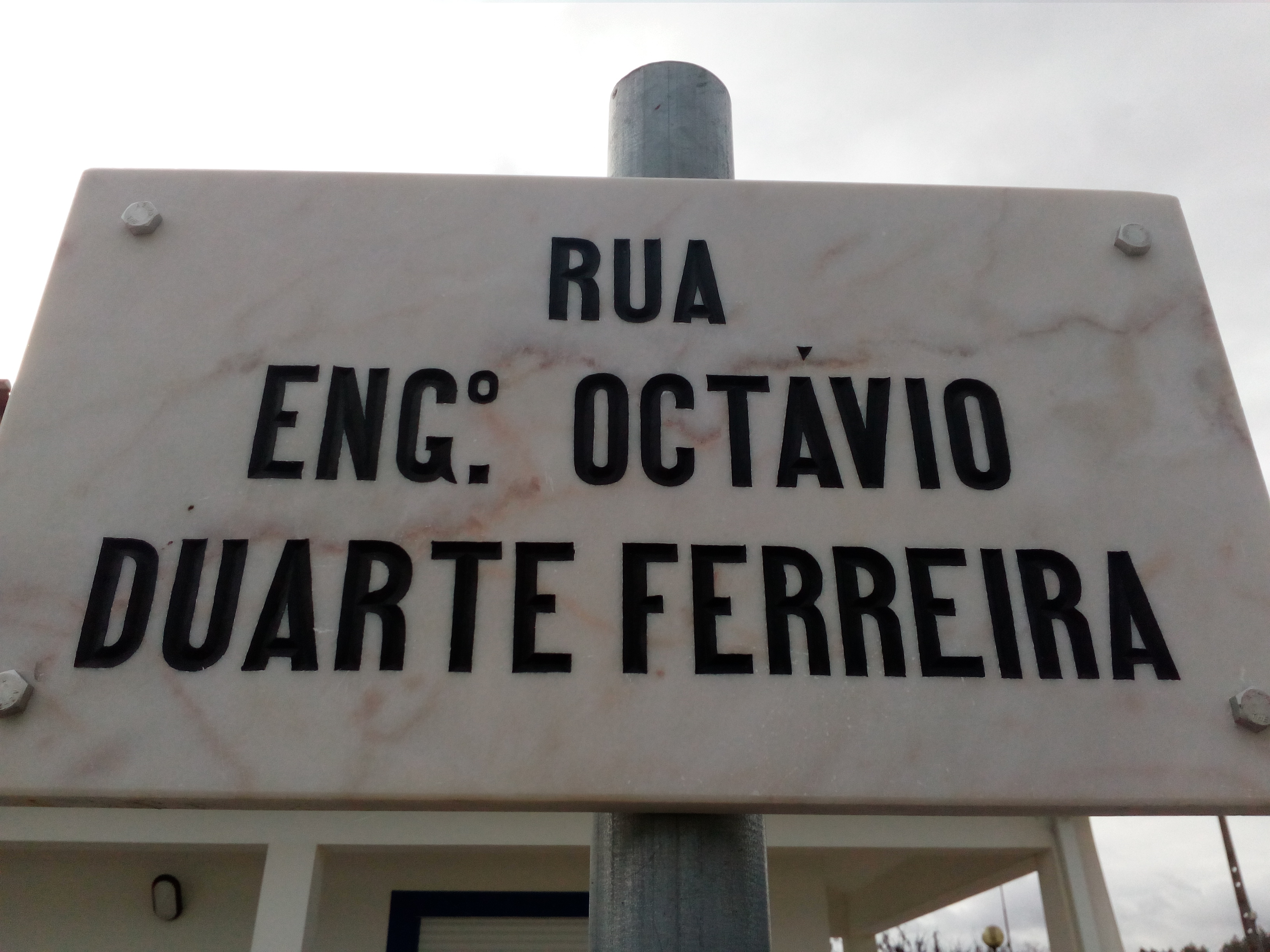
Rua Eng.Duarte Ferreira - placa toponímica em Tramagal

Todos os anos, no 1º de Maio, é homenageado Duarte Ferreira e a Metalúrgica, com uma série de festividades que contam com uma cerimónia junto ao busto, com a participação de descendentes vivos do fundador (Carlos e Rui Duarte Ferreira, ambos neto do fundador, bastante ligados à Vila. Rui faleceu em 2017, aos 87 anos, mas Carlos continua a participar das festividades), e é habitual ver flores frescas nesse local. 

## Ver Também
- Tramagal
- Tramagal Sport União
- Berliet-Tramagal